# 九节鞭
九節鞭是一種中國的武器，軟鞭的一種。

## 概述
九節鞭由鞭頭、鞭把及中間以套環連結的八個鋼節組成。另有七節鞭和十三節鞭，依個人身長和使用場合選用。
九節鞭傳統技法又稱為「鞭花」，口訣包括「縱打一線，橫掃一片，豎掄平掃，其法無邊」；「鞭是一根繩，全憑纏得精」等。練習套路亦有兩手分持的「雙鞭」，及一手持鞭一手持其他器械的組合。
九節鞭在戰場上屬猛烈暗器，不易抵禦。清代初年的滿族人及北方人特喜此種武器。
九節鞭是相當實用的軟兵器，展開一片，收起一團。當年滿清入關，八旗鐵騎以九節鞭橫掃中原，因為鞭本來就是流行於游牧民族的武器。
目前九節鞭可分為表演鞭、功夫鞭和實用鞭三種，表演鞭很輕，方便在表演時舞花和增快速度。功夫鞭是最重的鞭，是實戰用的鞭。實用鞭是前面兩種的中間形，可以表演，也可以開打。另外［四門］派的九節鞭在鞭頭藏有匕首，平常可收於握把內，攻擊時便把匕首拿出鎖上，殺傷力相當大。
一般九節鞭為精鋼打製，西瓜刀一碰立刻斷折，甩中人骨立刻折裂，是防身和攻擊的利器，外出時可收藏於腰間，兩鞭頭分置兩邊褲袋內，鞭身繞於腰後用皮帶壓緊一段，外罩衣服，外人無法窺見。亦可縮成一團放於褲袋內。
現代武術比賽中屬於其他器械組的第三類「軟器械類」。